# Anilany helenae
Anilany helenae is een kikker uit de familie smalbekkikkers (Microhylidae).

## Naamgeving
De soort werd voor het eerst wetenschappelijk beschreven door Denis Vallan in 2000. Hij vernoemde de kikker naar zijn vrouw Helena Bigler en hieraan is de soortaanduiding helenae te danken. Het is de enige soort uit het geslacht Anilany. Oorspronkelijk werd de wetenschappelijke naam Stumpffia helenae gebruikt en later werd de soort ingedeeld in het geslacht Rhombophryne. Onder deze namen is de kikker in de literatuur bekend.

## Verspreiding en habitat
Anilany helenae komt voor in Afrika en is endemisch in Madagaskar. De soort komt voor in de historische provincie Antananarivo op een hoogte van rond de 1500 meter boven zeeniveau. De kikker is bodembewonend en de habitat bestaat uit de strooisellaag in beboste gebieden.